# 丽江麻黄
丽江麻黄（学名：Ephedra likiangensis），为麻黄科麻黄属下的一个植物种。